# Kovel
Kovel (ukrainsk: Ко́вель}, ukrainsk udtale: [ˈkɔʋelʲ]; polsk: Kowel; jiddisch: קאָוועל) er en by i det historiske landskab Volhynien i det nordvestlige Ukraine. Den fungerer som administrativt centrum i Kovel rajon (distrikt) i Volyn oblast (provins), men byen selv er betegnet som en by af regional betydning  og er ikke en del af rajonen. Byen har en befolkning på omkring 67.575 (2022) indbyggere.
Kovel har lagt navn til en af de ældste runeinskriptioner, Kovel-spydspidsen (en), der blev udgravet nær byen i 1858. Den er dateret til det 3. århundrede, og havde en tekst på gotisk, men den gik tabt under 2. verdenskrig.